# TrES-2b

TrES-2b (також відома як Kepler-1b або GSC 03549-02811b) — екзопланета, що обертається навколо зорі GSC 03549-02811, що знаходиться на відстані близько 750 світлових років від Землі. Відкрито транзитним методом в рамках проекту «Трансатлантичний екзопланетний огляд» у 2006 році. Планета була визначена в 2011 році як найтемніша з відомих екзопланет, маючи альбедо, менше 1%. Маса та радіус планети вказують на те, що вона є газовим гігантом, який має схожий з Юпітером склад. Подібно до багатьох екзопланет, TrES-2b розташована дуже близько до своєї зорі та належить до класу планет, відомих як гарячі Юпітери.

## Відкриття

Радіальна швидкість GSC 03549–02811 з часом, викликана присутністю TrES-2 b.

TrES-2b було виявлено 21 серпня 2006 року за допомогою Трансатлантичного екзопланетного огляду (TrES) шляхом виявлення транзиту планети по її материнській зорі за допомогою обладнання зПаломарська обсерваторія) і PSST (Ловеллівська обсерваторія), які є частиною мережі 10-сантиметрових телескопів TrES. Відкриття було підтверджено обсерваторією WM Keck 8 вересня 2006 року шляхом вимірювання радіальної швидкості зірки, яка містить TrES-2b. 

## Фізичні параметри
Першим важливим результатом місії Kepler щодо TrES-2b є надзвичайно низьке геометричне альбедо, виміряне в 2011 році, що робить її найтемнішою з відомих екзопланет. За оцінками, альбедо екзопланети становить менше 1%, і, залежно від обраної моделі, воно може становити до 0,04%. Це робить TrES-2b найтемнішою відомою екзопланетою, яка відбиває менше світла, ніж вугілля або чорна акрилова фарба. Однією з причин може бути близкість екзопланети до материнської зорі, яка зумовлює відсутність відбиваючих хмар, які є в Юпітера і підвищують його яскравість. Іншою причиною може бути присутність в атмосфері світлопоглинаючих хімічних речовин, таких як випарований натрій, калій або газоподібний оксид титану. Однак Кіппінг і Шпігель виключили важкі оксиди титану і ванадію зі своїх моделей, оскільки здається нереальним, що конденсовані важкі сполуки присутні у верхніх шарах атмосфери. Вони також відзначають, що загалом очікується, що гарячі Юпітери будуть темними, оскільки «вважається, що поглинання через широкі крила D-ліній натрію та калію домінує у їх видимому спектрі», і вимірювання альбедо для гарячих Юпітерів, як правило, дають лише верхні межі. 
У 2015 році нічна температура планети була оцінена в 1885 +51
−66 К.